# Ivarsharu
Ivarsharu är en ö i Finland. Den ligger i Norra Östersjön eller Skärgårdshavet och i kommunen Pargas i den ekonomiska regionen  Åboland i landskapet Egentliga Finland, i den sydvästra delen av landet. Ön ligger omkring 87 kilometer sydväst om Åbo och omkring 200 kilometer väster om Helsingfors. Ivarsharu ligger 6 meter över havet.
Öns area är 1,9 hektar och dess största längd är 210 meter i sydväst-nordöstlig riktning.